# Coussay
 Coussay  es una población y comuna francesa, en la región de Poitou-Charentes, departamento de Vienne, en el distrito de Châtellerault y cantón de Monts-sur-Guesnes.

## Demografía
| 453 | 363 | 302 | 284 | 264 | 265 |
| Para los censos de 1962 a 1999 la población legal corresponde a la población sin duplicidades (Fuente: INSEE [Consultar]) |     |     |     |     |     |